# Укрась прощальное утро цветами обещания
Укрась прощальное утро цветами обещания (яп. さよならの朝に約束の花をかざろう Саёнара но Аса ни Якусоку но Хана о Кадзаро:, букв.«Позволь украсить утро прощания обещанными цветами») — полнометражный аниме-фильм Мари Окады, для которой проект является дебютом в качестве режиссёра. Над дизайном персонажей работал Акихико Ёсида, композитором фильма стал Кэндзи Каваи, производством же занималась студия P.A. Works. Премьера фильма в Японии состоялась 24 февраля 2018 года, в России — 19 апреля.

## Сюжет
Красавица Макия — из рода долгожителей. На протяжении веков многие армии пытались захватить её народ, чтобы завладеть секретом вечной жизни. И вот теперь, когда город разрушен, девушка прячется в лесу. Здесь она встречает потерявшего родителей маленького мальчика Эриала и начинает о нём заботиться… Проходят годы, мальчик превращается в прекрасного юношу. Но Макия понимает, что Эриал — простой человек, а значит, он смертен… Что будет с девушкой, которую Эриал называл «мамой»? Какая судьба предначертана миру, в котором жадные и корыстолюбивые люди попытались обладать «легендами»?

## Персонажи
Макия (яп. マキア Макиа)
Сэйю: Манака Ивами
Русский дубляж: Елена Симанович
Эриал (яп. エリアル Эриару)
Сэйю: Мию Ирино.
Русский дубляж: Анна Гребенщикова (в детстве), Егор Козаченко
Лейлия (яп. レイリア Рэйриа)
Сэйю: Аи Каяно.
Русский дубляж: Мария Бондаренко
Кулим (яп. クリム Куриму)
Сэйю: Юки Кадзи
Русский дубляж: Евгений Баханов
Рашини (яп. ラシーヌ Раси:ну)
Сэйю: Миюки Савасиро.
Русский дубляж: Алевтина Чернявская
Ланг (яп. ラング Рангу)
Сэйю: Ёсимаса Хосоя.
Русский дубляж: Анна Балицкая (в детстве), Михаил Каданин
Мидо (яп. ミド Мидо)
Сэйю: Рина Сато.
Русский дубляж: Анастасия Майзингер
Дита (яп. ディタ Дита)
Сэйю: Ёко Хикаса
Русский дубляж: Марина Юрьева
Мэдмэл (яп. メドメル Мэдомэру)
Сэйю: Мисаки Куно
Исол (яп. イゾル Идзору)
Сэйю: Томокадзу Сугита.
Русский дубляж: Александр Фильченко
Баро (яп. バロウ Баро:)
Сэйю: Хироаки Хирата.
Русский дубляж: Василий Марков

## Музыка
Главную тематическую композицию «Viator» (яп. ウィアートル Уиатору, букв.«Путешественник») исполнил Rionos.
| №                   | Название                                                          | Длительность |
| ------------------- | ----------------------------------------------------------------- | ------------ |
| 1.                  | «Iorph, the Clan of the Separated (イオルフ、別れの一族)»         | 2:06         |
| 2.                  | «Wings of Extinction (滅びの羽音)»                                | 4:55         |
| 3.                  | «Encounter with the Separated (別れとの出会い)»                   | 1:36         |
| 4.                  | «Motherly Days (母になる日々)»                                    | 4:36         |
| 5.                  | «Parting Emotions (別れの実感)»                                   | 5:07         |
| 6.                  | «Unexpected Reunion (予期せぬ再会)»                               | 1:36         |
| 7.                  | «Lurking in the Celebration Parade (祝賀パレードに潜む)»          | 1:49         |
| 8.                  | «Daily Reality (日々の現実)»                                      | 2:18         |
| 9.                  | «Workers’ Banquet (労働者の宴)»                                   | 1:37         |
| 10.                 | «Loneliness Leading To Perdition (滅びへと向かう孤独)»            | 2:59         |
| 11.                 | «Mixed Affection (愛情の交錯)»                                    | 2:35         |
| 12.                 | «Separation (別離)»                                               | 2:30         |
| 13.                 | «Vengeance and Madness (復讐と狂気)»                              | 1:27         |
| 14.                 | «Prelude to Destruction (滅びへの序章)»                           | 1:49         |
| 15.                 | «The Madness of the Clan of the Separated (別れの一族とその狂気)» | 1:31         |
| 16.                 | «Life and Life (生命と生命)»                                      | 3:41         |
| 17.                 | «Mother and Child (母と子)»                                       | 5:30         |
| 18.                 | «Fly to the Sky (大空に飛び立つ)»                                 | 3:32         |
| 19.                 | «Grateful and Prepared (感謝と覚悟)»                              | 2:22         |
| 20.                 | «Promised Flowers (約束の花)»                                     | 3:18         |
| 21.                 | «Viator (ウィアートル)»                                           | 4:47         |
| Общая длительность: | Общая длительность:                                               | 61:41        |